# Grb Albanije
Grb Albanije je adaptacija albanske zastave. Načinjen je po grbu (pečatu) Skenderbega. Amblem iznad glave dvoglavog orla je Skenderbegova kaciga.
Povezani članci

- Zastava Albanije